# Vertilo
Vertilo (em latim: Vertillum) é um sítio galo-romano na atual comuna de Vertault, na região de Côte-d'Or, no leste da França.
Vertilo foi catalogado como Monumento Histórico em 1875. A cidade romana possuiria entre 3.000 e 5.000 moradores.
Escavações nos séculos XIX e XX foram extremamente destrutivas. Edifícios antes bem preservados, particularmente os banhos, foram destruídos.
Vertilo era um centro de trabalho de ligas à base de cobre. Objetos inacabados e resíduos mostram que os ferreiros usaram técnicas de fundição para trabalhar ferro de folha e bronzear os objetos de ferro. Estes incluem alças, pratos e chaves, alguns ornamentados e alguns simples. Infelizmente, o cenário arqueológico das descobertas mais antigas não foi registrado, por isso não é possível definir uma cronologia do metal trabalhado no local.